# Lokichoggio

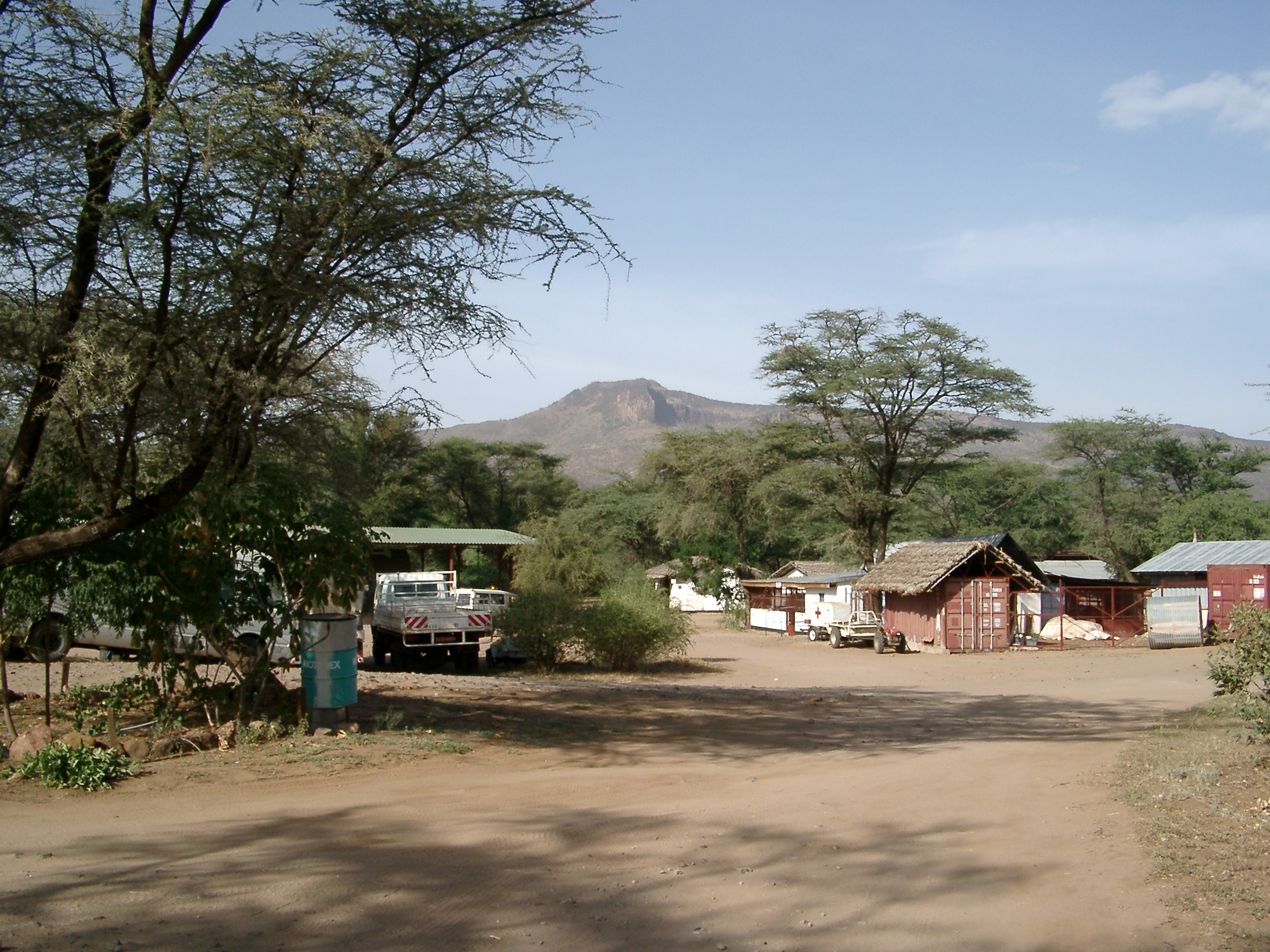
Lokichoggio: Blick vom IKRK-Grundstück

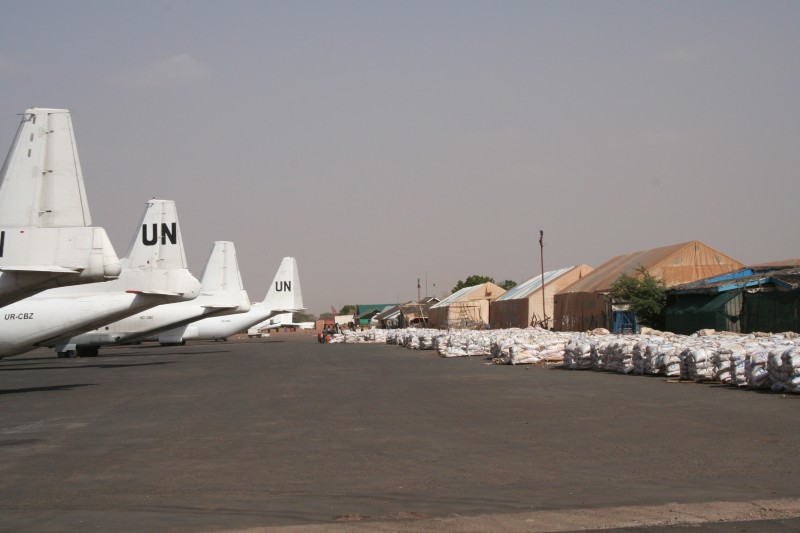
Frachtflugzeuge und Lagerhallen in Lokichoggio 2006

Flugplatz von Lokichoggio

Lokichoggio oder Lokichokio (Kurzform Loki) ist ein Ort im Turkana County im Nordwesten Kenias an der Grenze zum Südsudan.

## Geographie
Lokichoggio befindet sich auf 632 Meter Höhe am Rand der Lotikipi-Ebene am derzeitigen Nordende der asphaltierten Straße A1 (geplant als Kairo-Gaborone-Kapstadt-Highway von Kapstadt bis Kairo). Es ist der letzte kontrollierte Außenposten Kenias 30 Kilometer vor der Grenze des Südsudan. Der kenianische Grenzposten für die Ausreise in den Sudan befindet sich unmittelbar nördlich des Ortes. Die Temperaturen in der Trockensavanne sind hoch, die Regenfälle sind sehr gering und fallen ganzjährig mit Schwerpunkt in den Sommermonaten.

## Versorgungsbasis für Südsudan
Der Sezessionskrieg im Südsudan brachte Lokichoggio einen ungeahnten Aufschwung. In den Jahren 1981 bis 2005 entwickelte sich das Grashüttendorf der Turkana zum wichtigsten Verteilungszentrum humanitärer Hilfe für den Südsudan, einschließlich eines Kriegskrankenhauses mit 600 Betten.
Schon in den 1980er Jahren eröffnete das IKRK das „Lopiding Field Hospital“ für Kriegsversehrte, die die Organisation von den verschiedenen Frontabschnitten hierher brachte und versorgte. Durch Lancierung der Operation Lifeline Sudan der UNO 1989 mit Basis ebenfalls in Lokichoggio wuchs die Gemeinde der humanitären Helfer stetig an. Erst eine verbesserte Sicherheitslage nach 2000, das Waffenstillstandsabkommen von 2003 und insbesondere der Friedensvertrag von 2005 machten permanente humanitäre Strukturen auch im Südsudan möglich, was die Bedeutung von Lokichoggio wieder etwas abnehmen ließ. Seit dieser Zeit werden die Straßen im Südsudan ausgebaut, sodass Transporte auch auf dem Landweg erfolgen können.
Am 30. Juni 2006 übergab das IKRK das Kriegskrankenhaus offiziell an die Regierung von Kenia. Ein großes Auffanglager mit mehrheitlich Flüchtlingen aus dem Südsudan befindet sich 90 Kilometer südlich in Kakuma.

## Verkehr
Hilfsgüter werden auf dem Luftweg über Nairobi oder vom Seehafen Mombasa per LKW gebracht und hier in kleinere Flugzeuge umgeladen. Vom Flughafen Lokichoggio kann man mit Linienmaschinen nach Nairobi fliegen. Es bestehen Flugverbindungen zu den Landepisten der größeren Orte im Südsudan. Dazu zählen Juba, Rumbek und Wau. Die meisten Flugzeuge starten aber nach wie vor mit humanitärer Fracht.

## Lokichoggio in Romanen und Erzählungen
In Lokichoggio spielen Teile des Romans Der ewige Gärtner von John le Carré und des gleichnamigen Films.